# Dinaelurus crassus
Il dinaeluro (Dinaelurus crassus) è un mammifero carnivoro estinto, appartenente ai nimravidi. Visse nell'Oligocene inferiore (circa 30 milioni di anni fa) e i suoi resti fossili sono stati ritrovati in Nordamerica.

## Descrizione
Questo animale doveva essere piuttosto simile al più noto Nimravus, ma se ne differenziava per alcune caratteristiche. Di taglia simile a quella di un leopardo, Dinaelurus era caratterizzato soprattutto da un cranio dal muso eccezionalmente corto, con le ossa zigomatiche che risultavano quindi molto sporgenti e sostanzialmente triangolari in vista dorsale. I canini, curiosamente, erano sostanzialmente simili a quelli dei felidi odierni e non a quelli di Nimravus, sprovvisti com'erano della tipica dentellatura posteriore. Il terzo incisivo superiore era caniniforme, e nettamente più grande degli altri due incisivi. Il quarto premolare superiore era dotato di un protocono ridotto e a forma di piccola cresta, e non possedeva parastili. Il primo molare superiore era piccolo e dotato di cuspidi basse. In generale, il cranio di Dinaelurus ricordava quello di un ghepardo. 
Probabilmente Dinaelurus possedeva zampe lunghe e gracili, ed è possibile che fosse compiutamente digitigrado.

## Classificazione
Dinaelurus è un membro dei Nimravidae, un gruppo di mammiferi carnivori i cui membri mostrano una spiccata convergenza evolutiva con varie linee filetiche di felidi. Dinaelurus, simile a un ghepardo, doveva essere strettamente imparentato con l'eponimo Nimravus, con il quale costituiva la sottofamiglia Nimravinae. È sostanzialmente l'unico nimravide noto a non possedere denti a sciabola (dentellati posteriormente), ed è possibile che questa fosse la condizione ancestrale di questa famiglia di carnivori.
Dinaelurus crassus venne descritto per la prima volta da Eaton nel 1922, sulla base di un cranio fosile ritrovato nella formazione John Day in Oregon, in terreni risalenti all'Oligocene inferiore.

## Paleoecologia
La testa corta e le grandi narici di Dinaelurus erano molto simili a quelle del ghepardo attuale; è possibile che, come quest'ultimo, anche Dinaelurus fosse un predatore molto veloce, che cacciava le sue prede grazie a inseguimenti (Martin, 1998).